# Miguel Ángel Loayza
Miguel Ángel Loayza Ríos (Loreto megye, 1940. június 21. – Buenos Aires, Argentína, 2017. október 19.) válogatott perui labdarúgó, középpályás.

## Pályafutása

### Klubcsapatban
1957 és 1959 között a Ciclista Lima csapatában kezdte a labdarúgást. Az 1959–60-as idényben a spanyol FC Barcelona labdarúgója volt. 1961 és 1968 között Argentínában játszott. A Boca Juniors, a Rosario Central, a Huracán és a River Plate csapataiban szerepelt. 1969 és 1971 között a kolumbiai Deportivo Cali játékosa volt.

### A válogatottban
1959 -ben hét alkalommal szerepelt a perui válogatottban és öt gólt szerzett.

## Sikerei, díjai
FC Barcelona
- Spanyol bajnokság
  - bajnok: 1959–60
- Vásárvárosok kupája
  - győztes: 1958–60

 Boca Juniors
- Argentin bajnokság
  - bajnok: 1962

 Deportivo Cali
- Kolumbiai bajnokság
  - bajnok (2): 1969, 1970